# 豊橋運輸区
豊橋運輸区（とよはしうんゆく）は、愛知県豊橋市の豊橋駅構内にある、東海旅客鉄道（JR東海）東海鉄道事業本部管轄の車両基地乗務員区所で、飯田線南部を中心とする列車の乗務員を置く。
1943年（昭和18年）8月1日に伊那電気鉄道・三信鉄道・鳳来寺鉄道・豊川鉄道の鉄道路線が国有化して飯田線となったと共に当該私鉄の車輌を移管して豊橋機関区を開設。当初は名古屋鉄道管理局管轄だったが、1950年8月1日に名古屋鉄道管理局から分離した静岡鉄道管理局に管轄変更となる。民営化を前にした1987年3月1日の国鉄車両基地呼称変更で豊橋電車区に改称。民営化後は静岡支社管轄となった。1989年3月11日の組織改正で豊橋車掌区と統合し豊橋運輸区に改称した。さらに1990年3月1日の飯田支店発足に伴い本社東海鉄道事業本部に移管された。
1975年（昭和50年）3月改正時点では、運用番号31 - 34（流電とT車中心の4連）、41 - 44（McMcTpgc3連。基本的にはクモハ54偶数車+クモハ50+クハユニ56で編成。全線の直行運用主体）、51 - 55 (McTc) 、荷1 - 4（クモニ13/83）が割り当てられていた。流電の配置は1957年から21年間続いたが、その後継車といえる80系、165系の在籍期間はそれぞれ約5年ずつと短かった。また1983年まではED62形、EF10形、1971年以前には入換専用機としてC50形など蒸気機関車の配置もあった。
飯田線の車両検修基地は、80系電車導入に伴い1978年10月に豊橋機関区中部天竜支区（中部天竜機関区、1985年廃止）が、119系電車導入に伴い1983年7月に伊那松島機関区（のち伊那松島運転区、現・伊那松島運輸区）がそれぞれ車両無配置の動力車乗務員基地となり、検修業務が豊橋機関区に集約された。
しかし民営化後の1988年3月13日、合理化のため検修業務が静岡運転所（→静岡車両区）に移管され、豊橋電車区も車両無配置となった。飯田線用車両の検修業務はさらに2002年以降、静岡車両区から大垣車両区の所管に移されている。

## 所属車両に記されていた略号
- 「静トヨ」…静岡鉄道管理局・静岡支社の略号「静」および豊橋機関区・豊橋電車区の電報略号「トヨ」。民営化後しばらくは、「海トヨ」であった。

## 過去の配置車両
- 115系
  - 民営化直前の1987年3月から民営化後の4月にかけて、静岡運転所から3両編成3本が転入、E編成（E1 - E3編成）を名乗った。

## 乗務範囲
- 飯田線
  - 豊橋 - 天竜峡間
- 特急「伊那路」
  - 豊橋 - 飯田間
- 東海道本線
  - 浜松 - 大垣間（快速列車・普通列車）